# Friserbjerg
Friserbjerg (tysk Friesischer Berg) er en bydel i Flensborg. Bydelen består af de administrative områder Exe (Eksercerløkke), Museumsberg og Fredshøj.
Den på en banke vest for den indre by beliggende bydel har hentet sit navn fra Frisergade og den tidligere Friserport. Frisergaden var op til 1900-tallet en vigtig indfaldsvej for folk fra omegnen og ikke mindst fra Nordfrisland til byens Søndertorv, hvor gaden møder blandt andet Angelbovejen. 
Banken fungerede endnu i begyndelsen af 1900-tallet som bymark, men blev som led i industrialiseringen i 1900-tallet bebygget med store boligkvarterer. Området udviklede sig på den måde rask til en tæt bebygget bydel ved kanten af Flensborgs indre by. En del af området præges især af fritstående villaer og dobbelthuse. Efter 1945 udløste de mange østtyske fordrevene et nyt byggeboom med opførelse af en række parcel- og rækkehuse. Mod vest ved Hærvejen opstod desuden et større erhversområde.
På Friserbjerget ligger også byens gamle Ekserserplads (Eksercerløkke), der i dagligtale kaldes Exe. Pladsen har tidligere fungeret som ekserserplads for militæret. Der blev også afholdt fugleskydning. Nu bliver den brugt til omrejsende tivoli eller cirkus-forestillinger. Pladsen gav også navn til kvarteret omkring Exe.